# Tarcísio Filho
Tarcísio Filho, all'anagrafe Tarcísio Pereira de Magalhães Filho (San Paolo, 22 agosto 1964), è un attore brasiliano.

## Biografia

### Origini
Tarcísio Filho è nato il 22 agosto 1964 a San Paolo (Brasile): è l'unico figlio nato dal matrimonio degli attori Glória Menezes e Tarcisio Meira (1935-2021), e ha due fratellastri da parte di madre, che non hanno seguito una carriera artistica.

### Carriera
Tarcísio Filho, dai quindici ai vent'anni, prima di decidere di intraprendere la carriera di attore ha svolto uno stage in vari settori della produzione televisiva, come l'illuminazione, il montaggio e la fotografia. Nel 1980 ha fatto il suo debutto in con il ruolo di Carlinhos nella telenovela Coração Alado, trasmessa su TV Globo.
Nel 1985 ha recitato nella telenovela di Rede Manchete Antônio Maria. L'anno successivo, nel 1986, ha recitato nella telenovela di Rede Manchete Dona Beija e in quella di TV Globo Sinhá Moça. Negli anni successivi ha recitato in altre produzioni Globo: Brega & Chique, Bebê a Bordo e O Salvador da Pátria.
Nel 1989 è tornato a Rede Manchete per recitare nella telenovela Kananga do Japão. L'anno successivo, nel 1990, ha interpretato il ruolo di Marcelo nella telenovela Pantanal e nella miniserie Escrava Anastácia. Nel 1991 è stato nel cast della serie O Fantasma da Ópera.
Nel 1993 ha interpretato il ruolo di José Bento nella telenovela Renascer e l'anno successivo ha dato volto ad Alfredo in Éramos Seis, su SBT. Negli anni successivi ha recitato anche in altri due remake: nel 1995 e nel 1996 in Sangue do Meu Sangue e nel 1997 in Os Ossos do Barão.
Nel 1998 ha recitato nella telenovela Serras Azuis ed è tornato alla SBT per lavorare nel Teleatro. L'anno successivo, nel 1999, ha firmato di nuovo un contratto con TV Globo per svolgere un ruolo nella telenovela Suave Veneno. Nel 2001 ha recitato insieme a suo padre nella telenovela Um Anjo Caiu do Céu.
Nel 2003 ha ricoperto il ruolo del generale Netto nella telenovela Garibaldi, l'eroe dei due mondi (A casa das sete mulheres) e quello di Sebastian nella telenovela Chocolate com Pimenta. Nel 2005 ha preso parte al cast della telenovela Linha Direta. Nello stesso anno ha recitato nel film Sequestro Relâmpago. Nel 2006 è stato cast del film No Meio da Rua diretto da Antonio Carlos da Fontoura. L'anno successivo, nel 2007, ha recitato nella miniserie Amazônia, de Galvez a Chico Mendes. Nel 2008 ha recitato nella serie Queridos Amigos.
Nel 2013 ha lavorato nella telenovela Sangue Bom. Nel 2015 ha interpretato il ruolo di Rogério Gomes nella telenovela Verdades Secretas. Nel 2018 è stato chiamato per Deus Salve o Rei. L'anno successivo, nel 2019 ha lavorato nella telenovela Verão 90. Nel 2021 ha ricoperto il ruolo di Joaquim Antônio de Souza Ribeiro nella miniserie Passaporto per la libertà (Passaporte para Liberdade).

## Vita privata
Tarcísio Filho dal 2001 al 2009 è stato sposato con la cantante Luzia Dvorek; ha poi divorziato, e dal 2010 è sposato con la pubblicista Mocita Fagundes. L'attore e la seconda moglie vivono a Rio de Janeiro, ma si vedono solo ogni quindici giorni a causa degli impegni professionali della donna, che lavora a Porto Alegre. Tarcísio è il patrigno dei tre figli di Mocita, nati dai suoi due precedenti matrimoni.

## Filmografia

### Attore

#### Cinema
- Independência ou Morte, regia di Carlos Coimbra (1972)
- Boca de Ouro (1990)
- Contos de Lygia e Morte, regia di Del Rangel (1996)
- In linea con l'assassino, regia di Joel Schumacher (2003)
- O Rolex de Ouro (2004)
- Sequestro Relâmpago (2005)
- Me Apaixonei (2005)
- Cerro do Jarau, regia di Beto Souza (2005)
- No Meio da Rua, regia di Antonio Carlos da Fontoura (2006)
- Alucinados, regia di Roberto Santucci (2008)
- Netto e o Domador de Cavalos, regia di Roberto Santucci (2008)

#### Televisione
- Coração Alado – soap opera (1980)
- Caso Verdade – serie TV (1984)
- Antônio Maria – soap opera (1985)
- Dona Beija – soap opera, 2 episodi (1986)
- Il cammino della libertà (Sinhá Moça) – serial TV, 167 episodi (1986)
- Brega & Chique – soap opera (1987)
- Sassaricando – soap opera (1988)
- Bebê a Bordo – soap opera, 209 episodi (1988)
- O Salvador da Pátria – soap opera (1989)
- Kananga do Japão – soap opera (1989)
- Escrava Anastácia – miniserie TV, 4 episodi (1990)
- Pantanal – soap opera (1990)
- Floradas na Serra – serie TV, 24 episodi (1991)
- O Fantasma da Ópera – serie TV, 37 episodi (1991)
- Você Decide – serie TV, 1 episodio (1992)
- Renascer – soap opera, 216 episodi (1993)
- Éramos seis – soap opera, 175 episodi (1994)
- Sangue do Meu Sangue – soap opera, 257 episodi (1995-1996)
- Os Ossos do Barão – soap opera, 115 episodi (1997)
- Serras Azuis – soap opera (1998)
- Teleteatro – serie TV (1998)
- Tarcísio & Glória – serie TV, 2 episodi (1998)
- Suave Veneno – soap opera, 209 episodi (1999)
- Terra nostra – soap opera (2000)
- Estrela-Guia – soap opera (2001)
- Um Anjo Caiu do Céu – soap opera (2001)
- Garibaldi, l'eroe dei due mondi (A casa das sete mulheres) – soap opera, 7 episodi (2003)
- Retrato Falado – serie TV, 1 episodio (2003)
- Chocolate com Pimenta – soap opera, 134 episodi (2003)
- Senhora do Destino – soap opera, 4 episodi (2004)
- Começar de Novo – soap opera, 56 episodi (2004)
- Linha Direta – soap opera, 1 episodio (2005)
- Amazônia, de Galvez a Chico Mendes – miniserie TV, 1 episodio (2007)
- Carga Pesada – serie TV, 1 episodio (2007)
- Queridos Amigos – miniserie TV, 25 episodi (2008)
- Dicas de um Sedutor – miniserie TV, 1 episodio (2008)
- Casos e Acasos – serie TV, 3 episodi (2008)
- Malhação – soap opera, 2 episodi (2009)
- Morde & Assopra – soap opera, 1 episodio (2011)
- Sangue Bom – soap opera, 1 episodio (2013)
- Doce de Mãe – serie TV (2014)
- Eu Que Amo Tanto – serie TV, 1 episodio (2014)
- Verdades Secretas – serie TV, 15 episodi (2015)
- Êta Mundo Bom! – soap opera, 168 episodi (2016)
- Segredos de Justiça – serie TV, 1 episodio (2017)
- Deus Salve o Rei – soap opera, 34 episodi (2018)
- Verão 90 – soap opera, 1 episodio (2019)
- Passaporto per la libertà (Passaporte para Liberdade) – miniserie TV, 8 episodi (2021)
- Novela – serie TV (2021)

### Doppiatore

#### Televisione
- Serras Azuis – soap opera, 120 episodi (1998)

## Doppiatori italiani
Nelle versioni in italiano dei suoi film e delle sue serie TV, Tarcísio Filho è stato doppiato da:
- Donato Sbodio[18] in Garibaldi, l'eroe dei due mondi[19]
- Paolo Marchese[20] in Passaporto per la libertà[21]

## Riconoscimenti
- Premi dell'Associazione dei critici d'arte di San Paolo
  - 1995: Vincitore come Miglior attore non protagonista per la soap opera Éramos seis